# لزلی هندریکس
لزلی هندریکس (انگلیسی: Leslie Hendrix؛ زادهٔ ۵ ژوئن ۱۹۶۰) یک هنرپیشه اهل ایالات متحده آمریکا است.
از فیلم‌ها یا برنامه‌های تلویزیونی که وی در آن نقش داشته‌است می‌توان به نظم و قانون اشاره کرد.